# Spark Racing Technology
Spark Racing Technology (SRT) es un fabricante de deportes de motor especializado en el desarrollo e ingeniería de vehículos y módulos eléctricos de alto rendimiento. La empresa fue fundada por Frédéric Vasseur para convertirse en el único proveedor de chasis para el Campeonato de Fórmula E, pero ahora también participa en otros proyectos.

## Historia
La empresa se registró oficialmente en octubre de 2012.

### Fórmula E
En 2010, el equipo ART Grand Prix de Frédéric Vasseur construyó el coche Formulec EF01 en un esfuerzo por conseguir un acuerdo de proveedor para la nueva serie totalmente eléctrica. Posteriormente fue elegido como vehículo base para el desarrollo del nuevo chasis. En noviembre de 2012, el promotor y organizador de la Fórmula E, Formula E Holdings, declaró que Spark Racing Technology tenía el mandato oficial de diseñar y construir los 40 monoplazas Spark-Renault SRT 01E.

#### SRT 01E
El monoplaza fue desarrollado en colaboración con McLaren Electronic Systems, Williams Advanced Engineering, Dallara y Renault. En la temporada inaugural, todos los equipos utilizaron este coche ya que la serie contaba con todas especificaciones. A partir de la temporada 2015-16, a los equipos se les permitió desarrollar sus propios sistemas de propulsión y software, mientras que las demás piezas seguían siendo especificaciones. Los equipos tenían la opción de volver al tren motriz «SRT 01E» de McLaren de la temporada inaugural, que el equipo Aguri y Amlin Andretti aprovecharon en la temporada 2015-16. Spark actualizó el chasis para la temporada 2016-17, introduciendo un alerón delantero más complejo.
El chasis estuvo en competición durante cuatro temporadas (2014-15, 2015-16, 2016-17 y 2017-18) y 45 eventos ePrix.

#### SRT05e
La FIA sacó a licitación el suministro de chasis para las temporadas 5 a 7. Spark ganó la nueva licitación con un chasis completamente rediseñado que incluía el dispositivo de seguridad Halo. La vida útil del chasis se extendió posteriormente a cuatro temporadas, con un paquete de actualización visual originalmente planeado para la tercera temporada del automóvil (2020-21), que se retrasó hasta 2021-22 debido a la pandemia de COVID-19. Este paquete de actualización se conoce como Gen2EVO. Sin embargo, el Gen2EVO nunca debutó ya que la pandemia empeoró antes de la temporada 8, lo que llevó a la FIA a descartar el proyecto.

### Otros proyectos
- En 2019, Spark fue confirmado como proveedor oficial de automóviles para la nueva serie Extreme E.[3] El SUV Extreme E, el Spark Odyssey 21, se presentó en el Festival Goodwood de la Velocidad de 2019.[7]
- Spark Racing Technology es accionista y socio técnico de FUELL.[8] La empresa, que es una asociación entre Spark, Erik Buell y Vanguard Motorcycles, desarrolla bicicletas eléctricas.[9]
- El Beltoise BT01: El primer vehículo de Beltoise eTechnology. Un GT 100% eléctrico, pensado para competición y cursos de conducción. El BT01 concilia el deporte del motor y el desarrollo sostenible.[10]